# Willem Fricke
Willem Fricke (* 10. August 1928 in Winsen (Luhe); † 24. Juli 2009 in Hamburg) war ein deutscher Schauspieler und Hörspielsprecher.

## Leben
Willem Fricke wurde als Sohn eines Kartoffelhändlers geboren, seine Eltern sprachen nur Plattdeutsch. Ab 1947 nahm er in Hamburg Schauspielunterricht und arbeitete im Geschäft seines Vaters. Sein Debüt als Schauspieler gab Fricke 1952 in Cuxhaven und spielte ab 1965 am Jungen Theater, unter anderem in Inszenierungen von Karl Paryla. Am Hamburger Theater für Kinder war er u. a. 1969 als Räuber Hotzenplotz zu sehen, eine Inszenierung, die am 26. Dezember 1969 im ZDF als Aufzeichnung gesendet wurde.
1971 zählte Fricke zum Ensemble der deutschen Erstaufführung der Skandal-Musicalrevue Oh! Calcutta! von Kenneth Tynan im Hamburger Operettenhaus an der Reeperbahn. Es sei zunächst befremdlich gewesen, vor Publikum „Pimmel zu zeigen“, gestand er damals in einem Artikel des Spiegel.
In der Spielzeit 1984/85 kam er zum Ohnsorg-Theater, wo er in insgesamt 40 Stücken mitspielte. Seine letzte Rolle war hier in der Spielzeit 2003/04 in der Komödie Jümmer op de Lütten von Jürgen Baumgarten.
Seit Ende der 1950er Jahre stand Fricke daneben häufig vor der Kamera, erstmals in drei Folgen der Reihe Stahlnetz, ferner in Fernsehfilmen oder Serien wie Cliff Dexter, Percy Stuart und Hotel Elfie.
Darüber hinaus wirkte er als Sprecher in einer großen Anzahl von Hörspielen mit, insbesondere in der Reihe Ein Fall für TKKG, wo er verschiedene Charaktere sprach.
Als Synchronsprecher lieh Willem Fricke seinen Schauspielkollegen Allen Henry in Herrscher der Meere (Synchronisation von 1980) und Ivanhoe Teamotuattao in Der Überlebende von Tikeroa seine Stimme.
Willem Fricke wurde auf dem Hamburger Friedhof Ohlsdorf in der „Baumgräber“ genannten Anlage im Planquadrat Bm 58 beigesetzt.

## Filmografie (Auswahl)
| - 1958: Stahlnetz: Bankraub in Köln - 1958: Stahlnetz: Die Tote im Hafenbecken - 1959: Affäre Dreyfus - 1959: Stahlnetz: Treffpunkt Bahnhof Zoo - 1959: Stahlnetz: Aktenzeichen: Welcker u. a. wegen Mordes - 1961: Zeit der Schuldlosen - 1961: Bis zum Ende aller Tage - 1961: Stahlnetz: Saison - 1961: Stahlnetz: In der Nacht zum Dienstag ... - 1962: Das Rätsel der roten Orchidee - 1962: Heinz-Erhardt-Festival - 1962: Willy - 1962: Stahlnetz: Spur 211 - 1963: Stalingrad - 1963: Die erste Lehre / Willy - 1963: Wassa Schelesnowa - 1964: Haben - 1964: 491 - 1964: Polizeirevier Davidswache - 1964: Campingplatz - 1964: Das Kriminalgericht – Der Fall Nebe - 1965: Ein Tag – Bericht aus einem deutschen Konzentrationslager 1939 - 1965: Die Unverbesserlichen - 1965: Das Feuerzeichen (Fernsehfilm) - 1965: Stahlnetz: Nacht zum Ostersonntag - 1966: Der Fall Kapitän Behrens. Fremdenlegionäre an Bord - 1966: Der Fall Angelika - 1966: Der Verrat von Ottawa - 1966: Cliff Dexter – Umleitung ins Verderben - 1966: S.O.S. – Morro Castle - 1967: Gerhard Langhammer und die Freiheit - 1967: Die Verfolgung und Ermordung Jean Paul Marats - 1968: Landarzt Dr. Brock – Die alte Mühle | - 1968: Die Tintenfische – Nasse Spuren - 1968: Novemberverbrecher – Eine Erinnerung - 1969: Ida Rogalski – Michael - 1969: Brent jord - 1969: Schrott - 1969: Percy Stuart – Ein Gefallen - 1969: Reisedienst Schwalbe (13 Folgen) - 1970: Ein Mädchen - 1970: Polizeifunk ruft – Die Konservendose - 1970: Das gelbe Haus am Pinnasberg - 1970: Claus Graf Stauffenberg - 1971: St. Pauli Nachrichten: Thema Nr. 1 - 1971: Hamburg Transit – Klaviere nach Casablanca - 1971: Die Journalistin – Hansa 7 ruft Nordstrand - 1971: F.M.D. – Psychogramm eines Spielers - 1971: Flucht – Der Fall Münzenberg - 1971: Das ehrliche Interview - 1972: Das Kurheim – Veränderungen - 1972: Hamburg Transit – Irma 526 - 1972: Der Stoff aus dem die Träume sind - 1973: Dem Täter auf der Spur – Blinder Haß - 1975: Sonderdezernat K1 – Flucht - 1975: Wenn Mädchen aus der Schule plaudern - 1978: Die schöne Marianne – Das Duell - 1980: St. Pauli-Landungsbrücken – Drei Wochen im Dock - 1982: Es muß nicht immer Mord sein – Endstation Habermoor - 2000: Hotel Elfie (zwei Folgen) |

## Theaterrollen im Ohnsorg-Theater (Fernsehaufzeichnungen)
- 1987: Was rastet das kostet
- 1989: Der Düvelsblitz
- 1993: Kleine Leute, große Gauner
- 1994: Nebel im Paradies
- 1994: Die Lokalbahn
- 1996: Strandräuber
- 1999: Plünnenball
- 1999: Blütenzauber
- 2002: Die Reise nach Kapstadt

## Hörspiele
- 1949: Wrack – Regie: Hans Freundt
- 1950: Engel Kirk – Regie: Hans Freundt
- 1951: Dat Redentiner Osterspill – Regie: Hans Freundt
- 1951: Snaaksche Wienachten – Regie: Hans Freundt
- 1952: Ut de Franzosentied – Regie: Hans Freundt
- 1967: De Arvschopp – Regie: Günter Jansen
- 1971: Fremde Tote – Regie: Hans Rosenhauer
- 1971: Kinderreime – Regie: Hans Rosenhauer
- 1971: Rebbel dat Bettlaken op – Regie: Günter Jansen
- 1973: Warum die kluge Else, die kluge Gretel und das Katherlieschen vorderhand Lesbierinnen sein wollen – Regie: Hans Rosenhauer
- 1976: Die Brandung von Hossegor – Regie: Otto Düben
- 1978: Sonnenlicht – Mondlicht – Regie: Hans Rosenhauer
- 1981: TKKG – Rätsel um die alte Villa (als Günther Adelmann)
- 1982: TKKG – Abenteuer im Ferienlager (als Polizist)
- 1982: TKKG – Alarm im Zirkus Sarani (als Rausschmeißer 2)
- 1982: TKKG – Nachts, wenn der Feuerteufel kommt (als Fanhauser)
- 1982: TKKG – Die Rache des Bombenlegers (als Fahrradhändler)
- 1982: TKKG – In den Klauen des Tigers (als Carlo Tomasino)
- 1984: TKKG – Das Geschenk des Bösen (als Noske)
- 1984: TKKG – Die weiße Schmuggler-Yacht (als Aristoteles Dragoumi)
- 1995: Die drei ??? … und die Rache des Tigers (als Inspektor Cotta)
- 1995: Die drei ??? – Spuk im Hotel (als Inspektor Cotta)
- 1997: TKKG – Opfer fliegen 1. Klasse (als Armin Leipel)
- 1999: TKKG – Die Sekte Satans (als Krause)
- 1999: TKKG – Der Diamant im Bauch der Kobra (als Volker Wiegand)